# 1817 Katanga
Az 1817 Katanga (ideiglenes jelöléssel 1939 MB) a Naprendszer kisbolygóövében található aszteroida. Cyril Jackson fedezte fel 1939. június 20-án.